# Nissan Navara
De Nissan Navara is een pick-up van het Japanse automerk Nissan. De Navara werd voor het eerst in 1997 op de markt gebracht, als opvolger van de Datsun Truck.  Deze auto is in zowel tweedeurs-, vierdeurs- als verlengde carrosserie beschikbaar. De auto werd al lange tijd als Nissan Frontier verkocht op de Noord-Amerikaanse markt.
Vanaf 2013 is de Navara aan de derde generatie toe. Er is een keuze tussen één benzinemotor en drie dieselmotoren beschikbaar. Sinds 2016 brengt Renault dit model op de markt als de Alaskan. Van 2017 tot 2020 verkocht de Duitse autobouwer Mercedes-Benz dit model als de X-Klasse. Beide hebben een wat gewijzigde voor- en achterkant.
Huidige modellen Europa:
370Z ·
Ariya ·
Cabstar ·
Cube ·
GT-R ·
Interstar ·
Juke ·
Leaf ·
Micra ·
Murano ·
Navara ·
Note ·
NV200 ·
NV300 ·
NV400 ·
Pathfinder ·
Primastar ·
Qashqai ·
Townstar ·
X-Trail

Huidige modellen internationaal:
Altima ·
Armada ·
Bluebird ·
Caravan ·
Elgrand ·
Fuga ·
Maxima ·
NV ·
Patrol ·
Rogue ·
Sentra ·
Serena ·
Skyline ·
Skyline ·
Skyline Crossover ·
Sunny ·
Teana ·
Tiida ·
Titan ·
Xterra

Concepten:
Forum ·
Jikoo ·
Pivo ·
Urge

Uit productie:
100NX ·
200SX ·
300ZX ·
350Z ·
Almera ·
Almera Tino ·
Bluebird ·
Cedric ·
Cherry ·
Cima ·
Gloria ·
Kubistar ·
Laurel ·
Pixo ·
Prairie ·
Primera ·
Pulsar ·
Silvia ·
Stanza ·
Terrano ·
Vanette